# Gëzim Myshketa
Gëzim Myshketa (Durazzo, 7 luglio 1982) è un baritono albanese.

## Biografia
Si è laureato con il massimo dei voti presso il Conservatorio di Musica Arrigo Boito di Parma sotto la guida di Giuliano Ciannella e Lelio Capilupi. Ha fatto il suo debutto nel ruolo di Figaro ne Le Nozze di Figaro sotto la direzione di Antonello Allemandi. Nel 2006, ha vinto la competizione "As.Li.Co.", dopo aver debuttato come Leporello nel Don Giovanni in un tour in Italia e al Opera de Massy. Ha poi vinto il "Francesco Paolo Tosti" Concorso Internazionale di Musica da Camera a Ortona. Ha eseguito, tra le numerose altre produzioni: Orphe'e et Eurydice (Amore - La Guida) e L'Elisir d'Amore al Teatro Comunale di Bologna e più recentemente al Teatro dell'Opera di Roma con Bruno Campanella; Le Villi e Arrighetto al Teatro Coccia di Novara; Iris, Madama Butterfly, Trouble in Tahiti e Maria Stuarda al Teatro Verdi di Trieste; Die Lustige Witwe (Danilo) al Teatro Carlo Felice di Genova; Carmen al Festival Sferisterio Opera Macerata; Le Nozze di Figaro (Conte d'Almaviva) e Don Giovanni a Palm Beach; Giulio Cesare in Egitto di Bilbao; Zaira a Montpellier; Rodelinda (Garibaldo) alla Valle d'Itria Festival; e Simon Boccanegra al Teatro Massimo di Palermo.
Ha collaborato con direttori di fama come Bruno Aprea, Philippe Auguin, Fre'de'ric Chaslin, Diego Fasolis, Will Humburg, Daniel Oren e Nello Santi; e registi come Robert Carsen, Giancarlo del Monaco, Dante Ferretti, Pierluigi Pizzi e Graham Vick.
Dopo il debutto di successo come Ford nel Falstaff alla Staatsoper di Stoccarda, Myshketa ha iniziato una collaborazione prolifica con questo teatro, dove recentemente ha cantato Giorgio Germont ne La Traviata.

## Repertorio
- Maria Stuarda con la Fondazione Arturo Toscanini a Piacenza e Modena;
- Semiramide (Oroe) a Montpellier; Die Lustige Witve (Danilo) al Teatro Filarmonico di Verona
- Le convenienze e inconvenienze teatrali (Biscroma) e I pazzi per progetto (Venanzio) di Zurigo
- Cle'opatre al Festival di Salisburgo
- I Puritani e Le Villi al Slovak National Opera di Bratislav
- Carmen (Escamillo) a Novara e l'Opera Festival Sferisterio di Macerata
- La Gazza Ladra a Verona
- Gianni Schicchi al Teatro Verdi di Trieste e di Pordenone
- La Battaglia di Legnano (Rolando) al Teatro Regio per il Festival Verdi di Parma
- L'Elisir d'Amore a Massy e al Teatro Filarmonico di Verona; Il Barbiere di Siviglia di Treviso e Ferrara
- I Puritani a Bratislava
- Ali Pascha von Janina a Tirana
- Don Carlo a Tolosa
- Turandot a Cagliari
- Il Viaggio a Reims al Rossini Festival di Bad Wildbad